# Aerangis calantha
Aerangis calantha é uma espécie de orquídea monopodial epífita, família Orchidaceae, que habita da Costa do Marfim à Tanzânia e Angola.